# Jadwiga Piskorska-Pliszczyńska
Jadwiga Piskorska-Pliszczyńska (ur. 1946) – polska radiobiolog i toksykolog, profesor nauk weterynaryjnych, pracownik naukowy Państwowego Instytutu Weterynaryjnego, prezydent Puław (1990–1994).

## Życiorys
W 1981 obroniła doktorat na Uniwersytecie Marii Curie-Skłodowskiej na podstawie dysertacji Badania nad występowaniem mikotoksyn w paszach dla zwierząt w Polsce. W okresie 1986–1990 przebywała na stażu naukowym w USA jako visiting research professor w Texas A&M University. W 1999 uzyskała stopień doktora habilitowanego w zakresie nauk weterynaryjnych w oparciu o pracę Funkcja receptora Ah w mechanizmie działania dioksyn i związków pokrewnych. W 2008 otrzymała tytuł naukowy profesora.
Zatrudniona w Państwowym Instytucie Weterynaryjnym, gdzie objęła funkcję kierownika Zakładu Radiobiologii. Specjalizuje się w radiobiologii i toksykologii.
W latach 1990–1994 sprawowała mandat radnej oraz prezydent Puław. W 2002 bez powodzenia ubiegała się o mandat w Radzie Miejskiej z ramienia Unii Samorządowej.

## Odznaczenia i wyróżnienia
W 2008 została wyróżniona medalem za zasługi dla Puław. Odznaczona Złotym Krzyżem Zasługi (2010) oraz Krzyżem Kawalerskim Orderu Odrodzenia Polski.